# عظام ورميانية
عظم وُرمياني (بالإنجليزية: wormian bone)‏ أو عظم درزي (بالإنجليزية: sutural bone)‏ أو عظم داخل الدروز (بالإنجليزية: intrasutural bone)‏ هي عبارة عن قطع عظمية زائدة توجد في الدروز بين عظام الجمجمة. هي عبارة عن عظام منفصلة غير منتظمة تظهر في مركز التعظم للجمجمة وعلى الرغم من كونها غير معتادة إلا أنها ليست نادرة. توجد بكثرة على مسار الدرز اللامي، حيث يكون أكثر تعرجا من باقي الدروز. توجد أحياناً في الدروز الإِكليلية والدرز السهمي.
وجود العظام الدرزية هي علامة لبعض الأمراض ومهمة في التشخيص الأولي لمرض تكون العظم الناقص.
قد نوجد العظام الورميانية في الحالات التالية:
- تكون العظم الناقص
- كساح الأطفال
- مرض مينكيس
- قصور الدرقية و نَقْصُ الفُسفاتاز
- انْحِلالُ عِظامِ النِّهايات الأولي
- متلازمة داون

## التسمية
تم تسمية العظام الورميانية نسبةً إلى عالم التشريح بكوبنهاجن أولاوس وورم (1588–1654)، الذي قام بتدريس اللاتينية، اليونانية، الفيزياء والطب. وقد ساهم وصفه للعظام الدرزية في علم الأجنة.

## صور إضافية

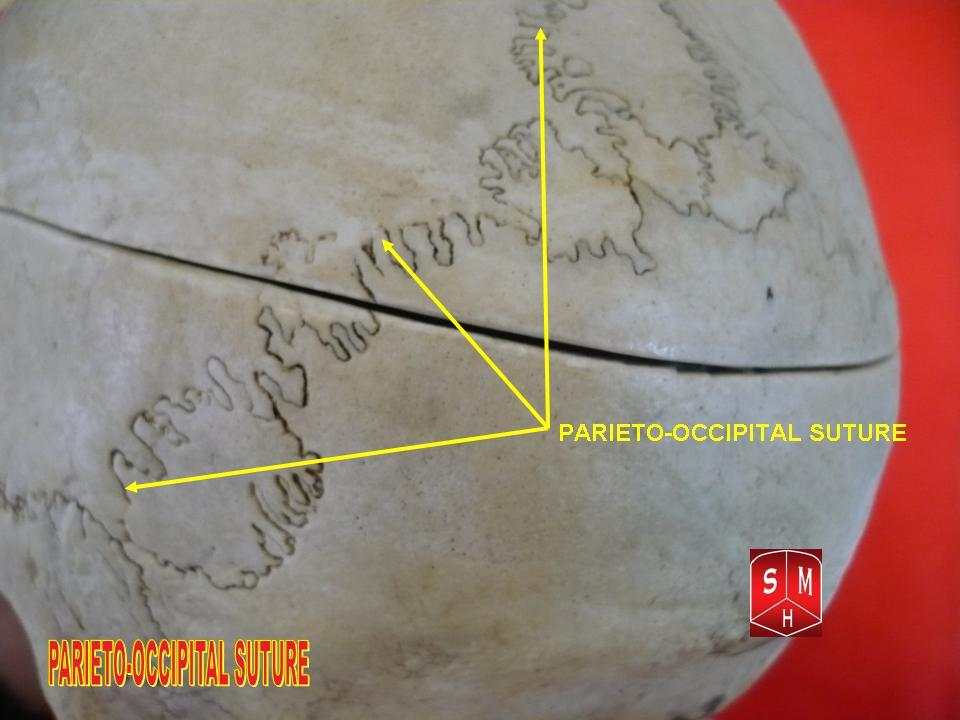
عظام ورميانية في الدرز اللامي

## وصلات خارجية
- 00426 على النص التشعبي التعاوني للأشعة (CHORUS)